# Rafael Andriato
Rafael de Mattos Andriato (São Paulo, 20 oktober 1987) is een Braziliaans voormalig professioneel wielrenner.

## Belangrijkste overwinningen
2007
1e etappe Ronde van Rio de Janeiro
4e en 10e etappe Ronde van Brazilië
1e etappe Ronde van Paraná
2010
GP Ezio del Rosso
2011
GP Industrie del Marmo
2e etappe Ronde van Rio de Janeiro
2012
Jurmala GP
Châteauroux Classic de l'Indre
2013
2e etappe Ronde van Rio de Janeiro
2014
8e etappe Ronde van Venezuela
2e, 5e en 6e etappe Ronde van Rio de Janeiro
2015
Proloog Sibiu Cycling Tour
2016
1e etappe Ronde van Hainan
2018
6e etappe Ronde van Uruguay

## Resultaten in voornaamste wedstrijden
| Jaar | Ronde van Italië | Ronde van Frankrijk | Ronde van Spanje |
| ---- | ---------------- | ------------------- | ---------------- |
| 2011 |                  |                     |                  |
| 2012 |                  |                     |                  |
| 2013 | 165e             |                     |                  |
| 2014 |                  |                     |                  |
| 2015 |                  |                     |                  |
| 2016 |                  |                     |                  |
| 2017 |                  |                     |                  |

| Jaar | Milaan-San Remo | Gent-Wevelgem | Ronde van Vlaanderen | Ronde van Lombardije | Parijs-Brussel |  | WK op de weg |
| ---- | --------------- | ------------- | -------------------- | -------------------- | -------------- |  | ------------ |
| 2011 |                 |               |                      |                      |                |  | 119e         |
| 2012 |                 |               |                      |                      | 10e            |  | 49e          |
| 2013 |                 |               |                      |                      |                |  | opgave       |
| 2014 | 110e            |               |                      | opgave               | 18e            |  | opgave       |
| 2015 |                 | opgave        |                      |                      |                |  |              |
| 2016 |                 |               |                      | opgave               |                |  |              |
| 2017 |                 |               | 113e                 |                      |                |  |              |

## Ploegen
- 2007 –  Memorial-Fupes-Santos
- 2012 –  Farnese Vini-Selle Italia
- 2013 –  Vini Fantini-Selle Italia
- 2014 –  Neri Sottoli
- 2015 –  Southeast
- 2016 –  Wilier Triestina-Southeast (vanaf 14-7)
- 2017 –  Wilier Triestina-Selle Italia

Andriato · Bellini · Carretero · Cecchinel · Chicchi · Colli · Conti · Dal Col · De Patre · Failli · Fedi · Finetto · Fonzi · Gil · Miletta · Monsalve · Ponzi · Pozzo · Rabottini · Taborre · Tedeschi · Viola (stagiair)
Andriato · Belletti · Bertazzo · Busato · Carretero · Cecchinel · Conti · Dal Col · Favilli · Fedi · Finetto · Fonzi · Gavazzi · Gil · Mareczko · Monsalve · Petacchi · Ponzi · Tedeschi · Wackermann · Zhupa · Amezqueta (stagiair) · Rodríguez (stagiair)
Amezqueta · Andriato · Belletti · Bertazzo · Busato · Conti · Dal Col · Draperi · Ducournau · Fedi · Fonzi · Gil · Godoy · Mareczko · Martínez · Pozzato · Rodríguez · Sanz · Tedeschi · Trosino · Zhupa · Cañaveral (stagiair) · Errazkin (stagiair) · Raileanu (stagiair)
Amezqueta · Andriato · Belletti · Bertazzo · Busato · Cecchin · Draperi · Ducournau · Fedi · Flórez · Fonzi · Godoy · Kasjavy · Mareczko · Martínez · Mosca · Pozzato · Rodríguez · Trosino · Turrin · Zhupa · Colonna (stagiair) · Marcelli (stagiair) · Raggio (stagiair)